# Ostpolitik

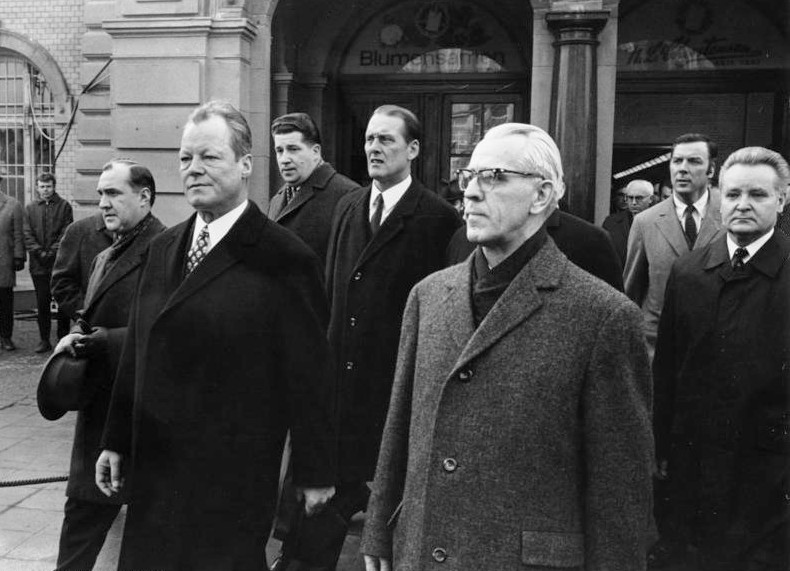
Willy Brandt (stânga) și Willi Stoph în Erfurt 1970, prima întâlnire a unui cancelar federal cu omologul său est-german. Acesta a fost un prim pas în dezescalarea Războiului Rece

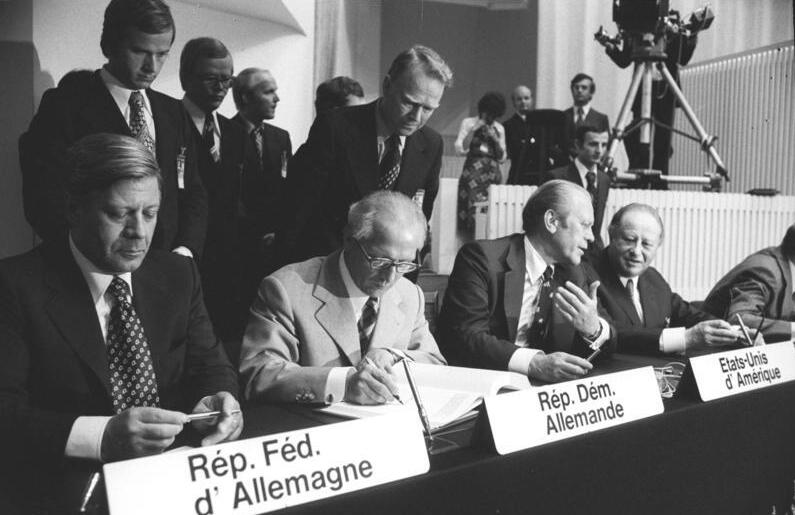
Cele două delegații germane la semnarea Actului Final de la Helsinki
(1 august 1975)

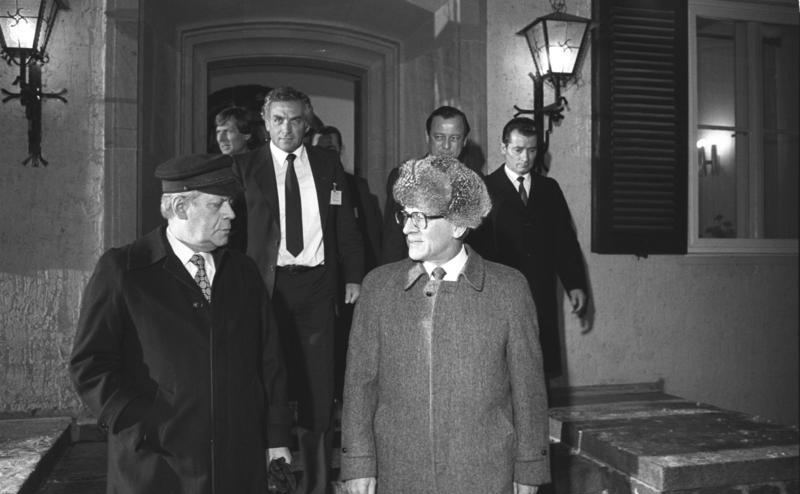
Vizita cancelarului federal Helmut Schmidt la Erich Honecker în Berlinul de Est
(12 decembrie 1981)

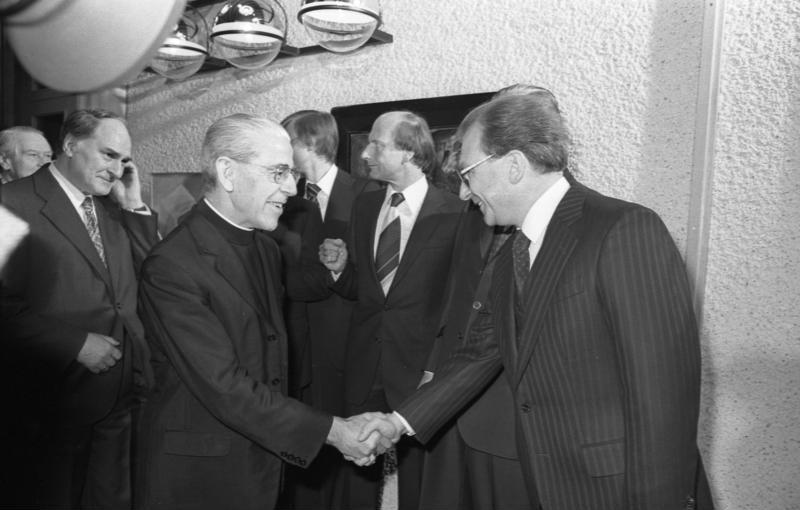
Primirea nunțiului del Mestri la Bonn
(18 octombrie 1978)

Ostpolitik (în germană „politica răsăriteană”) se referă la reorientarea politicii externe a Republicii Federale Germania în timpul mandatului de cancelar al lui Willy Brandt, care a înlocuit „doctrina Hallstein” a guvernului condus de Konrad Adenauer. Contextul acestei noi politici a fost destinderea americano-sovietică din anii 1970. Termenul de Ostpolitik este folosit și pentru a desemna încercarea de detensionare a relațiilor Bisericii Catolice cu Uniunea Sovietică și cu blocul comunist din timpul pontificatului papei Paul al VI-lea.

## În relațiile germano-germane
Inițiată de Willy Brandt în calitate de ministru de externe și continuată în mandatul său de cancelar federal al Germaniei, Ostpolitik avea ca obiectiv destinderea relațiilor cu statele din blocul comunist, recunoașterea Republicii Democrate Germane ca stat și extinderea relațiilor comerciale cu celelalte țări comuniste. În acest sens, RFG a încheiat în 1970 un tratat cu Uniunea Sovietică, prin care cele două state se angajau să renunțe la folosirea forței în relațiile lor, și un tratat cu Polonia, prin care Germania recunoștea pierderile teritoriale din 1945, la est de Linia Oder-Neisse. Următorul cancelar al Germaniei, Helmut Schmidt, a continuat această linie politică.
După ce, în 1970, RFG a încheiat un tratat cu URSS acceptând noile frontiere ale Berlinului, în 1971 a încheiat un alt tratat, care ușura vizitele germanilor din Berlinul de Vest în Berlinul de Est.
Ostpolitik a pus bazele pentru Reunificarea Germaniei, din 1990.

## În relația Bisericii Catolice cu blocul comunist

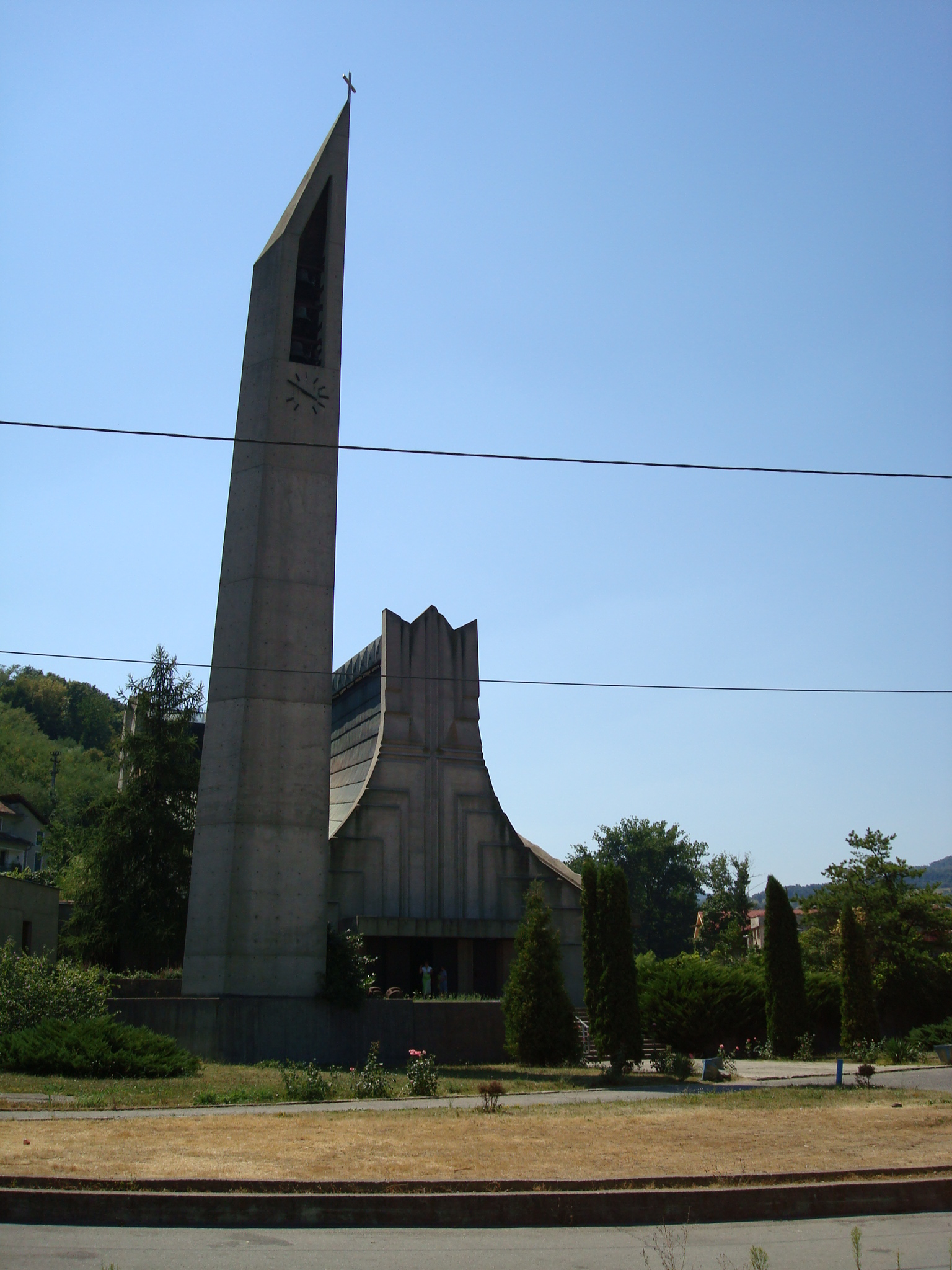
Biserica romano-catolică din Orșova, una din puținele biserici catolice construite în timpul regimului comunist, consacrată în 1976.

Figura centrală a Ostpolitik-ului inițiat de papa Paul al VI-lea a fost secretarul de stat Agostino Casaroli. Acesta a negociat înțelegeri cu regimurile comuniste din Iugoslavia și Republica Populară Ungară. În încercarea de a îmbunătăți situația creștinilor în general și în special a catolicilor din spatele Cortinei de Fier, papa Paul al VI-lea i-a primit la Vatican pe ministrul sovietic de externe Andrei Gromîko și pe Nikolai Podgornîi, șeful Sovietului Suprem al URSS în 1966 și 1967. În acest context a avut loc și primirea lui Nicolae Ceaușescu la papa Paul al VI-lea în anul 1973. Intermediarul între Casaroli și autoritățile comuniste de la București a fost ambasadorul Cornel Burtică. Ambasadorul Burtică s-a exprimat în favoarea reglementării chestiunii Bisericii Române Unite cu Roma, care fusese interzisă de autoritățile comuniste în anul 1948. Refuzul repunerii în legalitate a Bisericii Române Unite cu Roma de către autoritățile române a constituit principalul impediment în calea apropierii dintre Biserica Catolică și Republica Socialistă România. În data de 8 decembrie 1984 cardinalul Casaroli l-a consacrat episcop pe Ioan Robu, devenit ulterior arhiepiscop romano-catolic de București.
Situația Bisericii din Polonia, Ungaria și România s-a îmbunătățit într-o oarecare măsură în timpul pontificatului papei Paul al VI-lea.

## Coreea de Sud
Un concept similar este Nordpolitik sau politica Sunshine, care este principala politică Partidului Democrat din Coreea de Sud față de statul comunist Coreea de Nord.